# Грациозная разметка

Грациозная разметка. Вершинная разметка показана чёрным цветом, рёберная — красным

Грациозная разметка в теории графов — такая вершинная разметка графа с {\displaystyle m} рёбрами некоторым подмножеством целых чисел между 0 и {\displaystyle m} включительно, что разные вершины помечены разными числами, и такая, что, если каждое ребро пометить абсолютной разностью меток вершин, которое оно соединяет, то все полученные разности будут различными. Граф, который допускает грациозную разметку, называется грациозным графом.
Автором термина «грациозная разметка» является Соломон Голомб; Александер Роса (англ. Alexander Rosa) был первым, кто выделил этот класс разметок и ввёл его под названием {\displaystyle \beta }-разметки в статье 1967 года про разметки графов..
Одной из главных недоказанных гипотез в теории графов является гипотеза грациозности деревьев (англ. Graceful Tree Conjecture), также известная как гипотеза Рингеля — Коцига по именам сформулировавших её Герхарда Рингеля и Антона Коцига (англ. Anton Kotzig), которая утверждает, что все деревья грациозны. По состоянию на 2017 год гипотеза всё ещё не доказана, но из-за простоты формулировки привлекла широкое внимание любителей математики (вследствие чего появилось много неправильных доказательств), Коциг в своё время даже охарактеризовал массовые попытки доказать её как «заболевание». 

## Основные результаты
В оригинальной статье Роса доказал, что эйлеров граф с числом рёбер m ≡ 1 (mod 4) или m ≡ 2 (mod 4) не может быть грациозным., в ней же показано, что цикл Cn грациозен тогда и только тогда, когда n ≡ 0 (mod 4) или n ≡ 3 (mod 4).
Грациозны все пути, гусеницы, все омары с совершенным паросочетанием, все колёса, сети, рули, шестерёнки, все прямоугольные решётки, а также все n-мерные гиперкубы. Все простые графы с 4 и менее вершинами грациозны, единственными неграциозными простыми графами на пяти вершинах являются 5-цикл (пятиугольник), полный граф K5 и бабочка.
Грациозны все деревья с числом вершин не более чем 27; этот результат был получен Альдредом и Маккеем (англ. Brendan McKay) в 1998 году с помощью компьютерной программы; совершенствование их подхода (с применением другого вычислительного метода) позволило показать в 2010 году, что все деревья до 35 вершин включительно грациозны — это результат проекта распределённых вычислений Graceful Tree Verification Project под руководством Вэньцзе Фана.